# Боянська сільська рада
Боя́нська сільська́ ра́да — адміністративно-територіальна одиниця та орган місцевого самоврядування в Новоселицькому районі Чернівецької області. Адміністративний центр — село Бояни.

## Загальні відомості
- Населення ради: 4 776 осіб (станом на 2001 рік)

## Населені пункти
Сільській раді були підпорядковані населені пункти:
- с. Бояни
- с. Гай

## Склад ради
Рада складалася з 20 депутатів та голови.
- Голова ради: Деменчук Георгій Аурелович
- Секретар ради: Морараш Вікторія Миколаївна

### Керівний склад попередніх скликань
| Прізвище, ім'я, по батькові | Основні відомості                                                         | Дата обрання | Дата звільнення |
| --------------------------- | ------------------------------------------------------------------------- | ------------ | --------------- |
| Жалба Іван Федорович        | Сільський голова, 1955 року народження, безпартійний                      | 26.03.2006   | 31.10.2010      |
| Деменчук Георгій Аурелович  | Сільський голова, 1961 року народження, освіта вища, член Партії регіонів | 31.10.2010   |                 |

Примітка: таблиця складена за даними сайту Верховної Ради України

### Депутати
За результатами місцевих виборів 2010 року депутатами ради стали:

#### За суб'єктами висування
| Суб'єкт висування | Кількість обраних депутатів | %   |
| ----------------- | --------------------------- | --- |
| Самовисування     | 20                          | 100 |

#### За округами
| № округу | Прізвище, ім'я, по батькові   | Дата визнання обраним | Освіта             | Партійна приналежність                | Відомості про обраного депутата                    |
| -------- | ----------------------------- | --------------------- | ------------------ | ------------------------------------- | -------------------------------------------------- |
| 1        | Васильчук Марія Дмитрівна     | 01.11.2010            | вища               | позапартійна                          | Боянська загальноосвітня школа, вчитель            |
| 2        | Руссу Михайло Васильович      | 01.11.2010            | вища               | член Партії регіонів                  | Боянська загальноосвітня школа, вчитель            |
| 3        | Бзові Іван Миколайович        | 01.11.2010            | вища               | позапартійний                         | пенсіонер                                          |
| 4        | Нікорюк Василь Георгійович    | 01.11.2010            | вища               | позапартійний                         | Успенська церква, священик                         |
| 5        | Міхалчан Марія Андріянівна    | 01.11.2010            | вища               | позапартійна                          | Припрутський навчально-виховний комплекс, директор |
| 6        | Зварич Василь Аурелович       | 01.11.2010            | середня спеціальна | позапартійний                         | ТОВ «Альфа-Петрол», оператор                       |
| 7        | Вюгін Станіслав Володимирович | 01.11.2010            | середня спеціальна | позапартійний                         | Боянська дільнична ветеринарна лікарня, ветеринар  |
| 8        | Ніскоромний Дмитро Михайлович | 01.11.2010            | вища               | позапартійний                         | Боянська амбулаторія, лікар-стоматолог             |
| 9        | Гавка Георгій Степанович      | 01.11.2010            | вища               | позапартійний                         | НВК «Боянська гімназія», вчитель                   |
| 10       | Морараш Вікторія Миколаївна   | 01.11.2010            | середня спеціальна | член Політичної партії «Наша Україна» | Боянська сільська рада, секретар                   |
| 11       | Морар Марія Іванівна          | 01.11.2010            | вища               | позапартійна                          | НВК «Боянська гімназія», вчитель                   |
| 12       | Сахлян Іван Іванович          | 01.11.2010            | середня            | позапартійний                         | ТОВ «Роднічок», робочий                            |
| 13       | Кібак Василь Ілліч            | 01.11.2010            | середня спеціальна | позапартійний                         | Боянська сільрада, землевпорядник                  |
| 14       | Герасим Микола Георгійович    | 01.11.2010            | вища               | позапартійний                         | Чернівецький комбінат хлібопродуктів, майстер цеху |
| 15       | Якоб Флоря Дмитрович          | 01.11.2010            | середня            | позапартійний                         | тимчасово не працює                                |
| 16       | Дирда Георгій Михайлович      | 01.11.2010            | середня            | позапартійний                         | ТОВ «Альфа-Петрол», оператор                       |
| 17       | Сирбу Дмитро Михайлович       | 01.11.2010            | середня спеціальна | позапартійний                         | НВК «Боянська гімназія», завгосп                   |
| 18       | Жук Парасковія Михайлівна     | 01.11.2010            | вища               | позапартійна                          | Боянський дошкільний навчальний заклад, завідувач  |
| 19       | Матей Микола Георгійович      | 01.11.2010            | середня спеціальна | позапартійний                         | тимчасово не працює                                |
| 20       | Жалба Марія Флорівна          | 01.11.2010            | вища               | позапартійна                          | НВК «Боянська гімназія», вчитель                   |